# Wimbledon Championships 1910
Die 34. Auflage der Wimbledon Championships fand 1910 auf dem Gelände des All England Lawn Tennis and Croquet Club an der Worple Road statt.
Nachdem durch den andauernden Regen im Vorjahr die Wege auf dem Gelände durch Matsch beinahe unpassierbar gemacht wurden, entschloss man sich, vor dem Turnier 1910 alle Wege zu asphaltieren.

## Herreneinzel
Mit dem US-Amerikaner Beals Wright und dem Neuseeländer Anthony Wilding standen zum ersten Mal zwei Nicht-Briten im All-Comers-Finale. Wilding setzte sich in vier Sätzen durch und errang anschließend in der Challenge Round gegen Arthur Gore seinen ersten von vier Titeln bis 1913.

## Dameneinzel
Dorothea Douglass-Chambers bezwang Dora Boothby in der Challenge Round und gewann ihren vierten Titel.

## Herrendoppel
Im Doppel siegten Josiah Ritchie und Anthony Wilding.

## Bilder

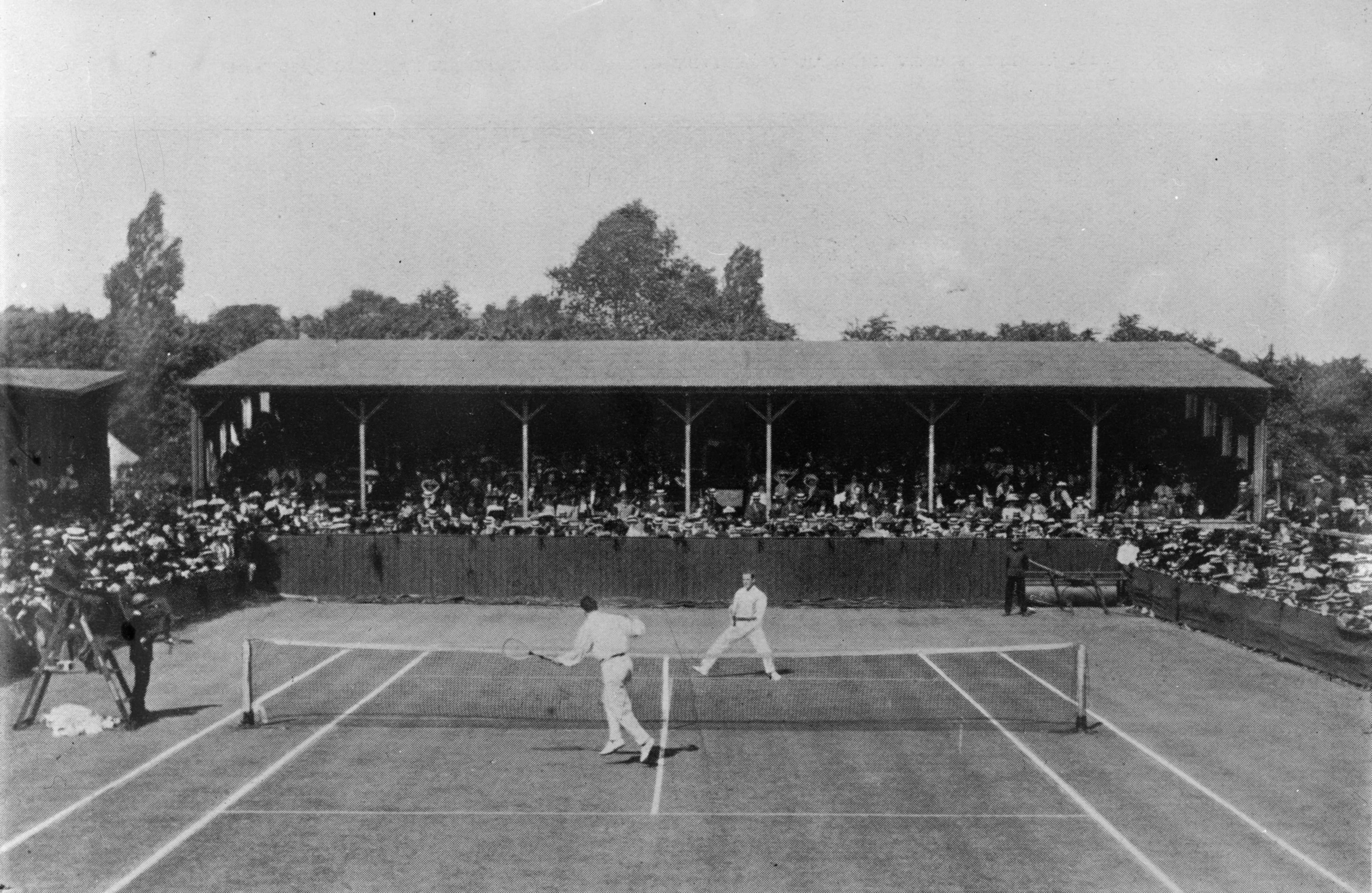
All-Comers-Finale der Herren, Wright gegen Wilding
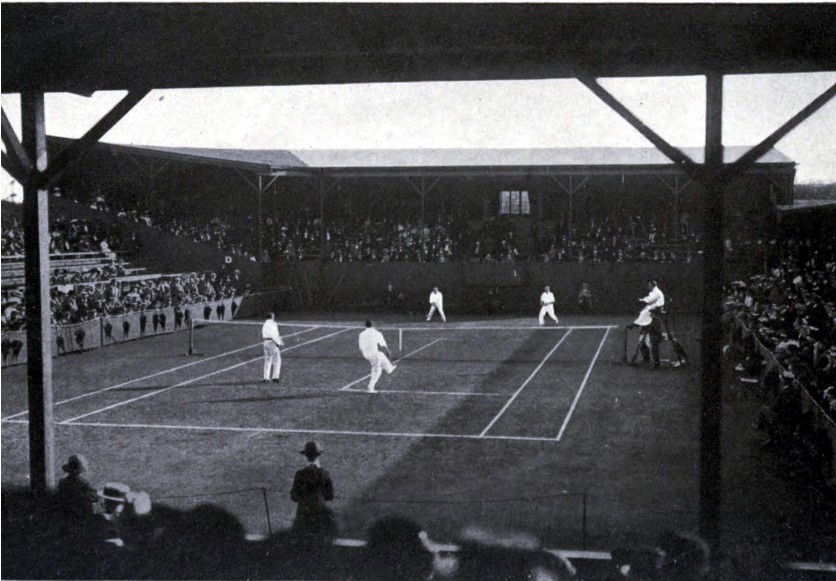
Doppelfinale der Herren